# Ніде в Африці
«Ніде в Африці» (нім. Nirgendwo in Afrika) — німецький фільм 2001 року режисерки та сценаристки Каролайн Лінк. Сценарій заснований на однойменному автобіографічному романі 1995 року Стефані Цвейг про життя в Кенії німецько-єврейської родини, яка емігрувала туди в 1938 році, щоб уникнути переслідування нацистської Німеччини. Фільм отримав Премію «Оскар» за найкращий фільм іноземною мовою, а також п'ять нагород Deutscher Filmpreis, зокрема як найкращий художній фільм 2001 року.

## Сюжет
У 1938 році сім'я Редліх втікає з Ґлубчице в Сілезії до Кенії, щоб уникнути переслідування євреїв нацистською Німеччиною. Колишній юрист Вальтер знаходить роботу менеджера фермерських господарств, і тоді приїздить решта родини. Його дружина Єттель має проблеми з улаштуванням життя в Африці, хоча їхня дочка Регіна швидко адаптується до нового середовища, легко вивчаючи мову країни та проявляючи інтерес до місцевої культури. Невдовзі на фермі Регіна тісно товаришує з кухарем Овуором, який якось допоміг врятувати життя Вальтеру, коли той захворів на малярію. Єдиний німецький контакт, який мала Єттель, — це друг Вальтера, Зюскінд, колишній німець, який жив в Африці роками. Він ніколи не був одружений, бо закохувався тільки в одружених жінок.
З початком війни британська влада збирає всіх німецьких громадян і інтернує їх, відокремлюючи чоловіків від жінок. Шлюб Редліхів погіршується. Єттель спить з німецькомовним британським солдатом, щоб забезпечити сім'ю роботою та будинком. На фермі про це дізнаються Регіна та Вальтер.
Вальтер приєднується до Британської армії, Єттель відмовляється їхати з ним в Найробі та залишається вести господарство з Овуором. Регіну відправляють до англійської школи-інтернату, де її тримають протягом багатьох років, і тільки під час збору врожаю вона може час від часу повертатися. Єттель вільно опановула суахілі та грамотно керує фермою. За цей час Єттель і Зюскінд розвивають стосунки; вона цілує його, але він, схоже, відмовляється.
Вальтер повертається з війни, і радісна Єттель спить з ним. Пізніше він розповідає їй, що його батька забили до смерті, а сестра померла в концтаборі. Він подає заяву на посаду юриста в Німеччині і одержує звістку про те, що він може бути негайно призначений суддею. Він заявляє, що політика Британської армії полягає в тому, щоб відправляти всіх солдат і їхні родин додому. Єттель відмовляється їхати з ним, кажучи, що ферма її потребує, і що вона втомилася їздити за ним всюди. Вона також відмовляється вірити, що країну, яка вбила їхніх родичів, коли-небудь справді можна вважати домом. Розлючений Вальтер відповідає, що з самого початку ненавидів Африку, тому не може дочекатися повернення до Німеччини, і звинувачує її в егоїзмі. Вальтер запитує Регіну, чи хоче вона піти з ним, але Регіна не хоче залишати Овуора.
Коли Вальтер готується поїхати сам, з'являється рій сарани, який загрожує врожаю. Єттель бачить, як Вальтер повертається, щоб боротися з комахами, і її зворушує його відданість сім'ї. Зрештою сарана не наносить серйозної шкоди врожаю. Єттель і Вальтер примиряються. Вона зізнається, що вагітна. Вальтер робить висновок, що вона не спала з Зюскіндом. Овуор вирушає в подорож, Регіна слізно з ним прощається. Єттель дозволяє Вальтеру вирішити, чи варто їм їхати, він купує квитки назад до Німеччини.
У фінальній сцені Вальтер, Регіна та Єттель їдуть в африканському поїзді. На зупинці африканська жінка пропонує Єттель банан. Регіна розповідає, що її брат народився здоровим і його назвали Макс, на честь діда по лінії батька.

## У ролях
| Актор           | Роль           |
| --------------- | -------------- |
| Юліана Келер    | Єттель Редліх  |
| Мераб Нінідзе   | Вальтер Редліх |
| Сідеде Оньюло   | Овуор          |
| Маттіас Габіг   | Зюскінд        |
| Герд Гейнц      | Макс           |
| Ендрю Сакс      | містер Рубенс  |
| Даян Кін        | місіс Рубенс   |
| Кароліна Еккерц | Регіна         |

## Сприйняття

### Критика
Фільм був дуже добре сприйнятий багатьма міжнародними критиками. Майкл Вілмінгтон з «Чикаго триб'юн» назвав фільм «приголомшливим». Кеннет Туран з «Лос-Анджелес таймс» вітав фільм як «пронизаний гостротою та конфліктом, наполегливістю та співчуттям». Девід Едельштайн був менш захоплений, написавши: «Фільм не нудний, але він безформний, більше схожий на мемуари, ніж на роман, а теми залишаються бовтатися — як ніби це повинно було бути чотири години замість 140 хвилин».   
На сайті Rotten Tomatoes рейтинг стрічки 85 % на основі 99 оглядів критиків, середня оцінка 7,5 / 10. У критичному консенсусі сайту зазначено, що фільм — це «візуально прекрасний епос із переконливими тривимірними персонажами». На Metacritic фільм отримав 72 зі 100 на основі 31 відгуку критиків, що свідчить про «загалом сприятливі відгуки».

### Номінації та нагороди
| Нагороди та номінації фільму «Ніде в Африці» | Нагороди та номінації фільму «Ніде в Африці» | Нагороди та номінації фільму «Ніде в Африці» | Нагороди та номінації фільму «Ніде в Африці» | Нагороди та номінації фільму «Ніде в Африці» | Нагороди та номінації фільму «Ніде в Африці» |
| Рік                                          | Кінофестиваль/кінопремія                     | Категорія/нагорода                           | Номінант                                     | Результат                                    |                                              |
| -------------------------------------------- | -------------------------------------------- | -------------------------------------------- | -------------------------------------------- | -------------------------------------------- | -------------------------------------------- |
| 2002                                         | «Camerimage»                                 | «Золота жабка»                               | Гернот Ролль                                 | Номінація                                    |                                              |
| 2002                                         | Deutscher Filmpreis                          | Найкращий художній фільм                     | «Ніде в Африці»                              | Перемога                                     |                                              |
| 2002                                         | Deutscher Filmpreis                          | Найкраща чоловіча роль другого плану         | Маттіас Габіг                                | Перемога                                     |                                              |
| 2002                                         | Deutscher Filmpreis                          | Найкращий режисер                            | Каролайн Лінк                                | Перемога                                     |                                              |
| 2002                                         | Deutscher Filmpreis                          | Найкраща музика                              | Нікі Райзер                                  | Перемога                                     |                                              |
| 2002                                         | Deutscher Filmpreis                          | Найкраща робота оператора                    | Гернот Ролль                                 | Перемога                                     |                                              |
| 2002                                         | Deutscher Filmpreis                          | Найкраща жіноча роль                         | Юліана Келер                                 | Номінація                                    |                                              |
| 2002                                         | Міжнародний кінофестиваль у Карлових Варах   | Спеціальний приз журі                        | Каролайн Лінк                                | Перемога                                     |                                              |
| 2002                                         | Міжнародний кінофестиваль у Карлових Варах   | Приз ФІПРЕССІ                                | Каролайн Лінк                                | Перемога                                     |                                              |
| 2002                                         | Міжнародний кінофестиваль у Карлових Варах   | «Кришталевий глобус»                         | Каролайн Лінк                                | Номінація                                    |                                              |
| 2003                                         | «Оскар»                                      | Найкращий фільм іноземною мовою              | «Ніде в Африці»                              | Перемога                                     |                                              |
| 2003                                         | «Золотий глобус»                             | Найкращий фільм іноземною мовою              | «Ніде в Африці»                              | Номінація                                    |                                              |